# DouYu
DouYu (tiếng Trung: 斗鱼; bính âm: Dòuyú) là một dịch vụ phát trực tiếp của Trung Quốc. Trang web lớn nhất ở Trung Quốc với 163,6 triệu người dùng hoạt động hàng tháng vào năm 2019, hơn 140 triệu người dùng hoạt động hàng tháng của Twitch. Vào tháng 7 năm 2019, DouYu International Holdings Ltd đã huy động được 21 triệu đô la Mỹ thông qua phát hành cổ phiếu lần đầu ra công chúng (IPO) của Hoa Kỳ và niêm yết trên Sàn giao dịch Chứng khoán New York (Nasdaq) với ký hiệu chứng khoán DOYU. Đây là đợt IPO lớn nhất của bất kỳ công ty Trung Quốc nào trên Phố Wall vào năm 2019.
Năm 2018, Douyu kiếm được 21 triệu đô la từ doanh thu quảng cáo. Tencent sở hữu khoảng 21% cổ phần.